# Atmega328
ATmega328 este un  cip microcontroler creat de către Atmel și face parte din seria de megaAVR.

## Specificații
Atmega328 AVR 8-bit este un  circuit integrat de înaltă performanță ce se bazează pe un microcontroler RISC, combinând 32 KB ISP flash o memorie cu capacitatea de a citi-în-timp-ce-scrie, 1 KB de memorie EEPROM, 2 KB de  SRAM, 23 linii E/S de uz general, 32 Înregistrari procese generale, trei cronometre flexibile/contoare în comparație cu, întreruperi internă și externă, programator de tip USART, orientate interfață serială byte de 2 cabluri, SPI port serial, 6-canale 10-bit Converter A/D (8-chanale în TQFP și QFN/MLF packages), "watchdog timer" programabil cu oscilator intern, și cinci moduri de software-ul intern de economisire a energiei selectabil. Dispozitivul funcționează 1,8-5,5 volți.
Prin executarea instrucțiuni puternice într-un singur ciclu de ceas, aparatul realizează un răspuns de 1 MIPS
Por medio de la ejecución de poderosas instrucciones en un solo ciclo de reloj,  el dispositivo alcanza una respuesta de 1 MIPS, echilibrând consumul de energie și viteza de procesare.

## Parametrii
| Parametri                       | VALORI    |
| ------------------------------- | --------- |
| Flash                           | 32 Kbytes |
| RAM                             | 2 Kbytes  |
| Cantitate Pini                  | 28        |
| Frecvență maximă de funcționare | 20 MHz    |
| CPU                             | 8-bit AVR |
| Numărul de variabile Canale     | 16        |
| Pini maximi de E/S              | 26        |
| Întreruperile externe           | 24        |

## Înlocuiri
O alternativă destul de comună de înlocuire pentru  ATmega328 este ATmega328P.
O listă destul de completă a altor membri de megaAvr pot fi găsite în 

## Aplicații
Azi, ATmega328 acesta este frecvent utilizat în mai multe proiecte și sisteme autonome unde un microprocesor simplu, de consum redus,  cost scăzut. Poate cea mai comună implementare acest chip este populara platforma pentru Arduino, pentru modelele Uno și Nano.

### Utilizarea ATmega328 ca o alternativă de tip Arduino
Un ghid ușor de modul de utilizare a Atmega328 ca o alternativă de tip Arduino pot fi găsite aici Arhivat în 26 martie 2014, la Wayback Machine..